# 不幸職業【鑑定士】其實是最強的
《不幸職業【鑑定士】其實是最強的》是茨木野所撰寫的日本輕小說。2019年12月14日開始在成為小說家吧連載。
2020年10月起經K Ranobe Books發行實體書，日瀧侑擔綱插圖。改編漫畫由藤諸星擔任作畫，2020年7月至2025年4月於漫畫網站《Maga Poke》連載。
2024年6月26日，宣佈將改編為電視動畫。由Okuruto Noboru擔任動畫製作，2025年1月至3月開始播放。

## 故事簡介
長年落魄不得志的艾因，身處在一個由女神自行決定人類職業的世界。艾因被女神賦予了「鑑定士」職業，這是在眾多職業中被公認最不幸的職業，不僅毫無戰鬥能力，只能在冒險者隊伍裡從事最卑微的底層工作，搬運物資、肢解魔物、素材鑑定，還經常飽受隊友欺凌苛責，無奈的他為了生存，只能選擇隱忍苟活。有一日他與一個冒險者小隊進入地底迷宮探險，卻遭到隊友背叛，將他遺棄在現場任憑魔物撕咬，就在瀕死絕望之際，他意外邂逅了世界樹的精靈尤莉，尤莉給了他能看穿萬物的神眼，自此翻轉命途多舛的人生。在神眼加持下，大幅提升鑑定士的職業效果，甚至能從魔物身上取得技能強化自己，他在迷宮深處努力不懈修行，練功期滿出關時，已蛻變成擁有最強神眼的無雙強者。世界樹精靈共有九位，艾因陸續解救了這些精靈少女，與她們建立深厚的情感羈絆，構築起人數龐大的後宮。隨著時間推移，他不斷打倒強敵獲取新技能，持續充實著自己外掛般的作弊實力，還陸續結識了諸多精靈美女，開啟了一段充滿冒險奇遇的後宮系奇幻物語。

## 登場人物

### 主要角色
艾因（聲：戶谷菊之介）
只能鑑定物品的落魄職業「鑑定士」。個性溫柔敦厚，待人處事非常善良豁達。他所身處的世界，每個人類在出生之際，他的職業與技能就會被女神自行決定，其中光之女神決定了人類的職業，這是無法改變的，暗之女神決定了人類的技能，可以靠後天學習而取得其它技能。艾因被女神賦予了「鑑定士」職業，毫無戰鬥能力，導致他在冒險者隊伍裡的地位非常低落，只能從事最卑微的底層工作，搬運物資、肢解魔物、素材鑑定，他不僅被同伴視為累贅，甚至還經常飽受霸凌苛責，無奈的他為了生存，只能選擇隱忍苟活。
有一日艾因與一個冒險者小隊進入地底迷宮探險，卻在途中遭遇大量地獄獵犬的襲擊，隊友為了逃生居然背叛他，故意在他身上施放麻痺術，無法動彈的他只能任憑魔物撕咬，就在瀕死絕望之際，他掉落到某個洞穴裡，意外邂逅了世界樹的精靈尤莉，以及她的守護者烏爾蘇拉。尤莉給他能看穿萬物的神眼，在神眼加持下，大幅提升鑑定士的職業效果，賢者烏蘇拉則教導他如何在迷宮深處練功升級，並且從魔物身上取得技能強化自己，他在迷宮深處努力不懈修行，逐漸把自己能力鍛鍊到超群絕倫，練功期滿出關時，已蛻變成擁有最強神眼的無雙強者。
艾因的左眼被植入世界樹的精靈核，也被稱為神眼，具有看穿一切動作的效果，還能讓世界樹精靈寄宿在這隻眼睛裡面，跟著他一起四處旅行，但不能離他太遠。他的右眼被植入賢者之石，外觀如同貓眼般的豎瞳特徵，提供具體的地點座標，讓精靈守護者可按此座標為傳送標的，施展空間傳送魔法瞬間移動到他身旁。
艷福不淺的艾因，邂逅了婉約柔美的世界樹精靈尤莉，為了達成尤莉想和同為世界樹精靈姊妹們團聚見面的願望，他四處尋覓尤莉的其餘八位世界樹精靈姊妹，不僅如此，世界樹精靈身旁通常也伴隨著守護者，這些守護者風姿綽約，更加深了他的後宮深度，隨著時間推移，他身旁被一大群美女環繞，構築起人數非常龐大的後宮陣容。他就這樣不斷打倒強敵獲取新技能，持續充實著自己外掛般的作弊實力，還陸續結識了諸多精靈美女與守護者，過著讓人讚嘆稱羨的快意人生。
尤莉（聲：遠野光）
世界樹的精靈之一。個性柔美婉約，行為舉止讓人覺得天真無邪。她擁有優秀的治療能力，能夠瞬間治癒傷口，將守護者烏爾蘇拉視為如同母親般的存在。尤莉救起墜入洞穴的艾因，並因此深深迷戀著他。這世界原本有著一棵世界樹，當初為了封印住災禍魔王「米克特蘭」而用盡全身力量，之後逐漸枯萎，在枯萎之前分出了九個世界樹精靈核，每個精靈核都有著各自的人格，形成九個精靈少女，這九個精靈核被分散在各地的地底迷宮裡，演變為世界樹，尤莉的願望是想和同為世界樹精靈的姊姊妹妹們團聚見面。尤莉向艾因表達了自己內心的願望，這也成為未來尤莉與艾因四處尋覓其餘八位世界樹精靈，就此踏上冒險旅程的重要契機。
烏爾蘇拉（聲：鈴代紗弓）
世界樹精靈尤莉的守護者。她是最古老的賢者，同時也是最強的大賢者，精通多種高等魔法，還擁有詠唱廢棄的技能，能夠瞬發各種魔法而不需任何詠唱時間。她將尤莉視如己出，自小就照顧到大，如同母親般關愛著尤莉。因尤莉的懇求，烏爾蘇拉決定幫助艾因，並教導他戰鬥方面的技巧，使其能夠完全掌握神眼的強大力量，然而烏蘇拉內心對是否幫助人類產生了疑惑，一方面想滿足尤莉的請求，另一方面又對人類抱持著強烈的不信任感。在尤莉與艾因一同踏上冒險旅程後，曾因尤莉不再依靠著她，而感到悵然若失。
琵娜（聲：芹澤優）
世界樹的精靈之一，尤莉的妹妹。個性調皮淘氣、任性妄為，喜歡惡作劇戲弄別人。她擁有幻術技能，擅長使用強力幻術迷惑對方。她打造了一座攻略難度極高的地底迷宮，處處充滿著陷阱，她躲藏在迷宮深處，暗中觀察別人誤踩陷阱後的反應藉此取樂，任何試圖進入此迷宮的冒險者極可能遭受她無情的戲耍逗弄。
黑姬（聲：津田美波）
世界樹精靈琵娜的守護者。她是天地創造四神之一「玄武」的女兒，個性活潑俏皮，具有敏銳深不可測的一面。她擁有結界技能，能展開物理與魔法屏障，抵禦對方的物理與魔法攻擊。外表雖然看起來像稚氣未脫的少女，但無論實際年齡與身份地位均十分崇高。即使是最古老的大賢者烏爾蘇拉，面對她的態度仍舊畢恭畢敬，拘謹使用敬語與她交談，絲毫不敢輕佻放肆。她的本體是一隻烏龜、尾巴卻是一條蛇，屬於龜蛇嵌合而成的奇美拉混合體。
艾莉絲（聲：市之瀨加那）
世界樹的精靈之一，尤莉的姊姊。個性沉靜寡言，行為舉止十分素雅文靜，是個略帶神秘氣息的嫻靜少女，當她感到害羞時，臉頰與耳後根會忽然一陣泛紅。她擁有千里眼技能，能從遠端觀察別人的一舉一動，將守護者朱羽視為如同母親般的存在。她是負責管理王族禁書庫的圖書管理員，喜歡安靜的躲在禁書庫裡看書，禁書庫其實是位處某個地底迷宮深處的世界樹，在王宮內部設有傳送門，人類身份、受到王族認可、艾莉絲認可，符合這三個條件的人才能使用傳送門進到禁書庫裡。她和尤莉一樣，對艾因一見鍾情，深深迷戀著他。
朱羽（聲：愛美）
世界樹精靈艾莉絲的守護者。她是天地創造四神之一「朱雀」的女兒，個性開朗直率，擅長吐槽調侃別人。她巧妙引導艾莉絲表白自己的真正心意，並且幫助艾莉絲在困窘羞愧中找到自信。由於她身負保衛世界樹之責，無法隨意離開作為禁書庫的世界樹，加上她不會使用烏爾蘇拉、黑姬那樣的空間傳送魔法，隨時傳送到艾莉絲的身邊，所以特地製造了一個分身，陪伴著艾莉絲與艾因一同踏上冒險旅程。
艾基多娜（聲：花澤香菜）
世界樹的精靈之一，尤莉的長姊。她擁有時間控制技能，能將時間暫時停止。謠傳說艾基多娜的世界樹已經完全枯萎了，目前屬於行蹤不明的狀態，她妹妹艾莉絲則說她已經被人類殺死了。但現在卻出現一個與她同名的精靈，一臉妖豔嫵媚的笑容，無論容貌或髮色都和以前的艾基多娜完全不同，而且還在魔族陣營裡身居高位，指揮底下的魔貴族七公爵。
克露修（聲: 伊藤靜）
世界樹的精靈之一，尤莉的二姊。世界樹精靈長女、次女、三女均具有離巢能力，可以離開各自的世界樹範圍單獨行動，其餘六位精靈則只能待在世界樹的身邊無法離開。她擁有邪眼技能，可以把視野之內的事物化為虛無，完全抹除目標對象的存在，但這要耗費大量魔力，對眼睛造成極大的負擔，其影響範圍很不好控制，平時只能拿塊矇眼布遮蓋眼部，避免邪眼的負面效果外洩。她還具備戰鬥能力，可以直接與敵方進行戰鬥。由於世界樹精靈么妹梅伊的守護者早已被殺，她只好兼任梅伊的守護者，然而梅伊的世界樹近期遭受魔族勢力威脅，她自己應付不過來，只能向艾因尋求幫助。
梅伊（}聲：寺澤百花）
世界樹的精靈之一，尤莉的么妹。她擁有創樹技能，可以自由操縱樹木的生長方向。
瑪歐
世界樹的精靈之一。她擁有幻術技能，但平時習慣遮住一隻眼睛。她與琵娜極不對盤，兩人的關係不佳。
卡娜
世界樹的精靈之一。她曾經封印過魔神托爾，然而隨著魔神復活的威脅迫近，她將自己的靈魂移到了白貓的體內以求自保。
白貓
世界樹精靈卡娜的守護者。負責保護卡娜避免被魔神托爾的復活波及，以分離的靈魂阻止托爾突破封印。
索伊德（聲：浪川大輔）
某個冒險者隊伍的劍士，曾與艾因共同組隊，也是這個小隊的隊長。個性陰險狡詐，對艾因頤指氣使，作出許多不合理的要求，還會拳腳相向，毆打凌虐他。他組織冒險小隊與艾因一起進入地底迷宮探險，卻在途中遭遇大量地獄獵犬的襲擊，面對眼前隨時可能喪命的巨大危機，他居然歹念橫生，要求一旁的魔法使喬琳對艾因施放麻痺術，並以此為誘餌，讓魔物忙著對艾因撕咬，他與喬琳再從中趁隙脫逃。此事過後，他卻對外宣稱這是艾因捨己為人，自願留下斷後，這才得已脫困，他沒料到，剛脫逃出地底迷宮的艾因一行人就在旁邊，在他吹噓已亡故艾因的豐功偉業時，被突然現身的艾因揭穿了通篇謊言，其卑劣行徑被完整揭露，自此成為其他冒險者群起攻訐的對象。他後來受到艾基多娜的蠱惑，接受了她的暗精靈玉，暗墮為一頭怪物，在王城街道上肆虐摧殘所有行經路人，還一口咬掉曾為冒險夥伴喬琳的頭顱，最終被及時趕到的艾因制伏。
喬琳（聲：高垣彩陽）
某個冒險者隊伍的魔法使，曾與艾因共同組隊。個性驕橫跋扈，私生活凌亂與眾多男性有著親密關係。她參加了某個冒險小隊與艾因一起進入地底迷宮探險，卻在途中遭遇大量地獄獵犬的襲擊，面對眼前隨時可能喪命的巨大危機，她接受隊長索伊德的提案，對艾因施放麻痺術，並以此為誘餌，讓魔物忙著對艾因撕咬，她與索伊德再從中趁隙脫逃。此事過後，由於索伊德的卑劣行徑被艾因當眾揭穿，自此成為其他冒險者群起攻訐的對象，她為了避免遭受波及，受到冒險者社群的孤立，也跟著落井下石，扯謊這一切都是受到索伊德逼迫才不得不作。在索伊德受到艾基多娜的蠱惑，暗墮為一頭怪物，她與身旁某個親密男性友人剛好經過現場，她試圖乞命並色誘索伊德卻失敗，兩人均被發狂喪失人性的索伊德咬掉頭顱，就此喪失了寶貴生命。
伊歐安娜
魔界五貴族的公爵，五貴族之首，也是魔貴族七公爵之一。她收到抓捕世界樹精靈的魔王敕令，並且試圖追殺艾因。
哥曼
魔貴族七公爵之一。他擁有操控死肉的能力。潛入領地試圖追殺艾因，與世界樹精靈克露修狹路相逢，被她施展邪眼技能而化為一片虛無，抹除了存在。
沙多
魔界五貴族的子爵。他透過一面鏡子遠端操控著尼鞏，內心脆弱的尼鞏被他趁虛而入，最終使其墮入黑暗並成功奪取了尼鞏的身體。曾誆騙說艾因其實是魔族，試圖讓尼鞏殺死艾因。
尼鞏·馮·雷西克（聲：田丸篤志）
雷西克領的領主。臉型端正的俊美男子，手腳卻相當笨拙。他自幼就沒有朋友，內心脆弱的他遭受魔族子爵沙多的誘騙，沙多還誆騙說艾因其實是魔族，試圖讓他殺死艾因。沙多透過一面鏡子操控著他，向他持續灌輸謊言，扭曲了他的價值觀，最終使其墮入黑暗並成功奪取了他的身體。即使已有大量魔族出現在他的領地，襲擊當地的領民，他卻依舊深信只要定期犧牲少數人的生命，將他們奉獻給魔族，就能一直讓他的領地苟安太平。他不斷對魔族抱持著綏靖政策，獻出領民生命當作活祭品換取短暫和平，還在領地橫徵暴斂，大舉提高稅收，削弱領民的反抗能力，領民過得苦不堪言，只能任由魔族宰割。在艾因清除領地內所有魔族，解決了整起事件後，他深感自己罪孽深重，要求王國開庭審判自己的罪行，主動把自己領土轉給艾因，讓艾因得以晉升為貴族。
賈斯帕（聲：大塚剛央）
「銀鳳商會」的社長。他是一位具有卓越經商手腕的商人，極度熱愛寶石。他在各方面的消息靈通，與王室有深厚的聯繫。曾與王女克勞蒂亞一起乘坐馬車，卻遭受魔物襲擊，所幸被路過的艾因及時搭救，兩人在稍後建立了合作關係。對艾因左眼裡的世界樹精靈核十分著迷，非常熱愛寶石的他甚至不管對方性別，直接跟艾因求婚，他其實是想與艾因左眼裡的精靈核結婚，對艾因本人則沒有太大興趣。
克勞蒂亞·馮·蓋塔·伊伽（聲：花咲心優）
伊伽王國第三王女。個性天真爛漫、任性固執，她只要作出決定後，就會非常堅持自己的立場，不會輕易退讓。王女克勞蒂亞乘坐馬車，卻遭受魔物襲擊，所幸被路過的艾因及時搭救，自此將他視為勇者，對他一見鍾情，深深迷戀著他。
國王
伊伽王國的現任國王，王女克勞蒂亞的父親。個性隨和，他認為艾因身上有著非凡潛力，是一個不可多得的人才，甚至開始考慮讓他成為克勞蒂亞的夫婿。
彌綱
王都冒險者公會的會長。她僅憑一眼就看出了艾因的強大實力，然而她本身的能力仍屬於未知。

## 出版書籍

### 輕小說
| 冊數 | 講談社        | 講談社                 |
| 冊數 | 發售日期      | ISBN                   |
| ---- | ------------- | ---------------------- |
| 1    | 2020年10月2日 | ISBN 978-4-06-520918-9 |
| 2    | 2022年5月2日  | ISBN 978-4-06-524580-4 |
| 3    | 2024年7月2日  | ISBN 978-4-06-536481-9 |
| 4    | 2025年2月28日 | ISBN 978-4-06-538966-9 |

### 漫畫
| 冊數 | 講談社        | 講談社                 |
| 冊數 | 發售日期      | ISBN                   |
| ---- | ------------- | ---------------------- |
| 1    | 2020年11月9日 | ISBN 978-4-06-521572-2 |
| 2    | 2021年3月9日  | ISBN 978-4-06-522646-9 |
| 3    | 2021年7月9日  | ISBN 978-4-06-524038-0 |
| 4    | 2021年11月9日 | ISBN 978-4-06-525992-4 |
| 5    | 2022年3月9日  | ISBN 978-4-06-527277-0 |
| 6    | 2022年7月8日  | ISBN 978-4-06-528385-1 |
| 7    | 2022年11月9日 | ISBN 978-4-06-529640-0 |
| 8    | 2023年3月9日  | ISBN 978-4-06-530924-7 |
| 9    | 2023年7月7日  | ISBN 978-4-06-532177-5 |
| 10   | 2023年11月9日 | ISBN 978-4-06-533513-0 |
| 11   | 2024年3月8日  | ISBN 978-4-06-534874-1 |
| 12   | 2024年7月9日  | ISBN 978-4-06-536119-1 |
| 13   | 2024年11月8日 | ISBN 978-4-06-537420-7 |
| 14   | 2025年1月8日  | ISBN 978-4-06-538059-8 |
| 15   | 2025年3月7日  | ISBN 978-4-06-538717-7 |
| 16   | 2025年6月9日  | ISBN 978-4-06-539747-3 |

## 電視動畫

### 製作人員
- 原作：茨木野
- 原作漫畫：藤諸星（作畫）
- 導演：大西健太
- 系列構成：待田堂子
- 角色設計：崎本小百合
- 美術監督：根岸大輔
- 攝影監督：岡村奈沙
- 音響監督：中谷希美
- 音樂：寶野聰史、中野香梨
- 動畫製作：Okuruto Noboru

### 主題曲
片頭曲Crescendo
演唱、作曲、編曲：ASTERISM，作詞：HAL-CA。
片尾曲
演唱：22/7，作詞：秋元康，作曲：Kuboty、シライシ紗トリ，編曲：シライシ紗トリ。

### 各話列表
| 話數 | 標題               | 劇本     | 分鏡           | 演出           | 作畫監督 | 總作畫監督        | 首播日期      |
| ---- | ------------------ | -------- | -------------- | -------------- | --- | ----------------- | ------------- |
| #1   | 鑑定士是不幸職業   | 待田堂子 | 吉川博明       | 佐佐木達也     | 沼澤有一郎 玉置典彥 知萌Media 七灵石动画                                                                                            | 崎本小百合        | 2025年 1月9日 |
| #2   | 用精靈之眼超鑑定   | 待田堂子 | 吉川博明       | 野村優貴       | 玉置典彥 高野奈央 金承旭 淏明動畫 無錫知萌Media 上海勾線 七靈石                                                                     | 戶澤東            | 1月16日       |
| #3   | 復仇戰             | 富永芳和 | 吉川博明       | 上野謙矢       | 竹上貴雄 小澤和澤 | 崎本小百合        | 1月23日       |
| #4   | 尋找姊妹           | 待田堂子 | 佐佐木達也     | 佐佐木達也     | 沼澤有一郎 七靈石 無錫知萌Media | 崎本小百合        | 1月30日       |
| #5   | 討伐貝西摩斯的委託 | 富永芳和 | 吉田博明       | 清水健         | 沼澤有一郎 垣內彩子 奶龍 無錫知萌Media 淏明動畫 無錫極速蝸牛動畫 上海勾線                                                           | 崎本小百合 戶澤東 | 2月6日        |
| #6   | VS.索伊德          | 待田堂子 | 西畑佑紀       | 西畑佑紀       | 沼澤有一郎 齋藤魁 七靈石 無錫知萌Media 寧波麥冬映畫 大西健太                                                                        | 崎本小百合 戶澤東 | 2月13日       |
| #7   | 禁書庫的少女       | 富永芳和 | Jarrett Martin | Jarrett Martin | 隣Animation 無錫知萌Media 七靈石 | 崎本小百合 戶澤東 | 2月20日       |
| #8   | 尼貢的陰影         | 待田堂子 | 吉川博明       | 佐佐木達也     | 沼澤有一郎 無錫知萌Media 淏明动画 無錫極速蝸牛動畫 寧波麥冬動画                                                                     | 崎本小百合 戶澤東 | 2月27日       |
| #9   | 崛起               | 待田堂子 | Jarrett Martin | Jarrett Martin | 齋藤魁 七靈石 無錫知萌Media 拾月動畫 Tiphanie Erickson Phone Dominque Santos Resuello Ahnna Adair Animatix Arnard PNak I‘MPA Saijin | 崎本小百合        | 3月6日        |
| #10  | 尼貢的黑暗         | 富永芳和 | 西畑佑紀       | 西畑佑紀       | 無錫知萌Media 七靈石 昊明動畫 上海勾線                                                                                              | 崎本小百合        | 3月13日       |
| #11  | 魔族伊奧安娜       | 待田堂子 | Jarrett Martin | 大西健太       | 無錫知萌Media 淏明动画 七靈石 大西健太                                                                                              | 崎本小百合        | 3月20日       |
| #12  | 永遠幸福           | 待田堂子 | 吉川博明       | 佐佐木達也     | 齋藤魁 垣内彩子 七靈石 無錫知萌Media Cyrus Rebello Eduardo Moniz Julia Li Merthinus D. van Rooyen Matthew Mai Ujin                  | 崎本小百合        | 3月27日       |

### 播映平台
| 播放日期              | 播放時間（UTC+9）  | 播放電視台   | 播放地區 | 備註  |
| --------------------- | ------------------ | ------------ | -------- | ----- |
| 2025年1月9日—3月27日  | 星期四 23:30–00:00 | Tokyo MX     | 東京都   |       |
|                       |                    | BS11         | 日本全域 | [ a ] |
| 2025年1月10日—3月28日 | 星期五 21:00–21:30 | AT-X         | 日本全域 | [ b ] |
| 2025年1月11日—3月29日 | 星期六 1:43–2:13   | 北海道電視台 | 北海道   |       |

### BD / DVD
| 卷數 | 發售日期      | 收錄話數     | 規格編號   | 規格編號   |
| 卷數 | 發售日期      | 收錄話數     | 通常版     | 限定版     |
| ---- | ------------- | ------------ | ---------- | ---------- |
| BOX  | 2025年6月11日 | 第1話–第12話 | BSTD-21012 | BSTD-40745 |

## 外部連結
- 小說官方網站（日語）
- 漫畫官方網站（日語）
- 動畫官方網站（日語）
- 電視動畫的X（前Twitter）（日語）